# Alberto Jarrín
Luis Alberto Jarrín Jaramillo (Cayambe 20 de abril de 1900 – 30 de agosto de 1981). Fue un atleta y fisioterapeuta Ecuatoriano.
Considerado el pionero del atletismo en Ecuador, fue el primer deportista ecuatoriano en participar en una olimpiada, fue un corredor de fondo. Compitió en los 10.000 metros masculinos en los Juegos Olímpicos de Verano París 1924.

## Reconocimientos
En 1993 fue inaugurado el primer museo de historia deportiva en Ecuador, el cual lleva su nombre.[cita requerida]